# Astrid Aagesen

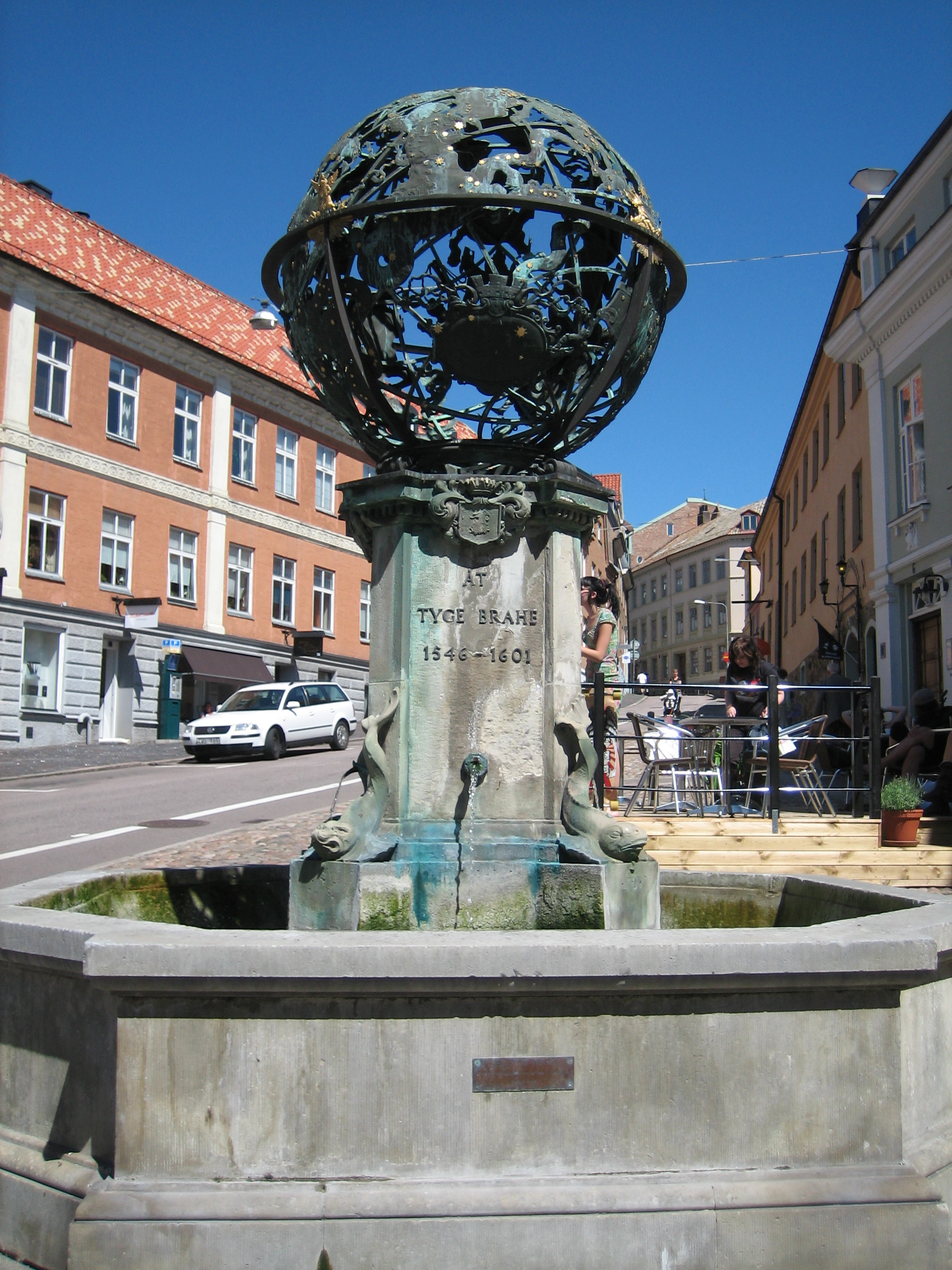
Tượng đài Tycho Brahe ở Helsingborg, quả địa cầu do Astrid Aagesen chế tác.

Astrid Marie-Frederike Aagesen (1883–1965) là một nhà thiết kế người Đan Mạch - Thụy Điển, người đã chế tác các đồ vật bằng bạc và pewter. Từ năm 1919, bà sống ở Helsingborg, nơi bà tạo ra quả địa cầu cho tượng đài Tycho Brahe của thành phố.

## Tiểu sử
Aagesen sinh năm 1883 tại Silkeborg ở trung tâm Jutland, Đan Mạch. Bà theo học nghề thủ công tại Trường Thiết kế và Thủ công dành cho Phụ nữ (Tegne- og Kunstindustriskolen for Kvinder) và Trường Kỹ thuật ở Copenhagen cũng như ở Đức, Na Uy, Thụy Điển, Ý và Pháp. Sau khi chuyển đến Helsingborg vào năm 1919, lần đầu tiên bà làm việc trong một cửa hàng thợ bạc nhưng đã mở xưởng riêng vào năm 1920. Bà chủ yếu làm việc với pewter nhưng cũng có đồng và bạc. Bà nổi tiếng với tư cách là một nhà thiết kế, tạo ra quả địa cầu cho tượng đài của Tycho Brahe, hoàn chỉnh với các chòm sao. Trong số các nghệ sĩ mà bà hợp tác có Hugo Gehlin, Ivar Johnson và Gösta Adrian-Nilsson.
Các tác phẩm đáng chú ý khác ở Helsingborg bao gồm đèn trần trong nhà của Jacob Hansen, bàn thờ trong Nhà thờ Gustav Adolf và một cây thánh giá ở trung tâm cộng đồng Gustav Adolf.